# Pachyolpium atlanticum
Pachyolpium atlanticum är en spindeldjursart som beskrevs av Volker Mahnert och R. Schuster 1981. Pachyolpium atlanticum ingår i släktet Pachyolpium och familjen Olpiidae. Inga underarter finns listade i Catalogue of Life.